# Stephanuskirche (München)

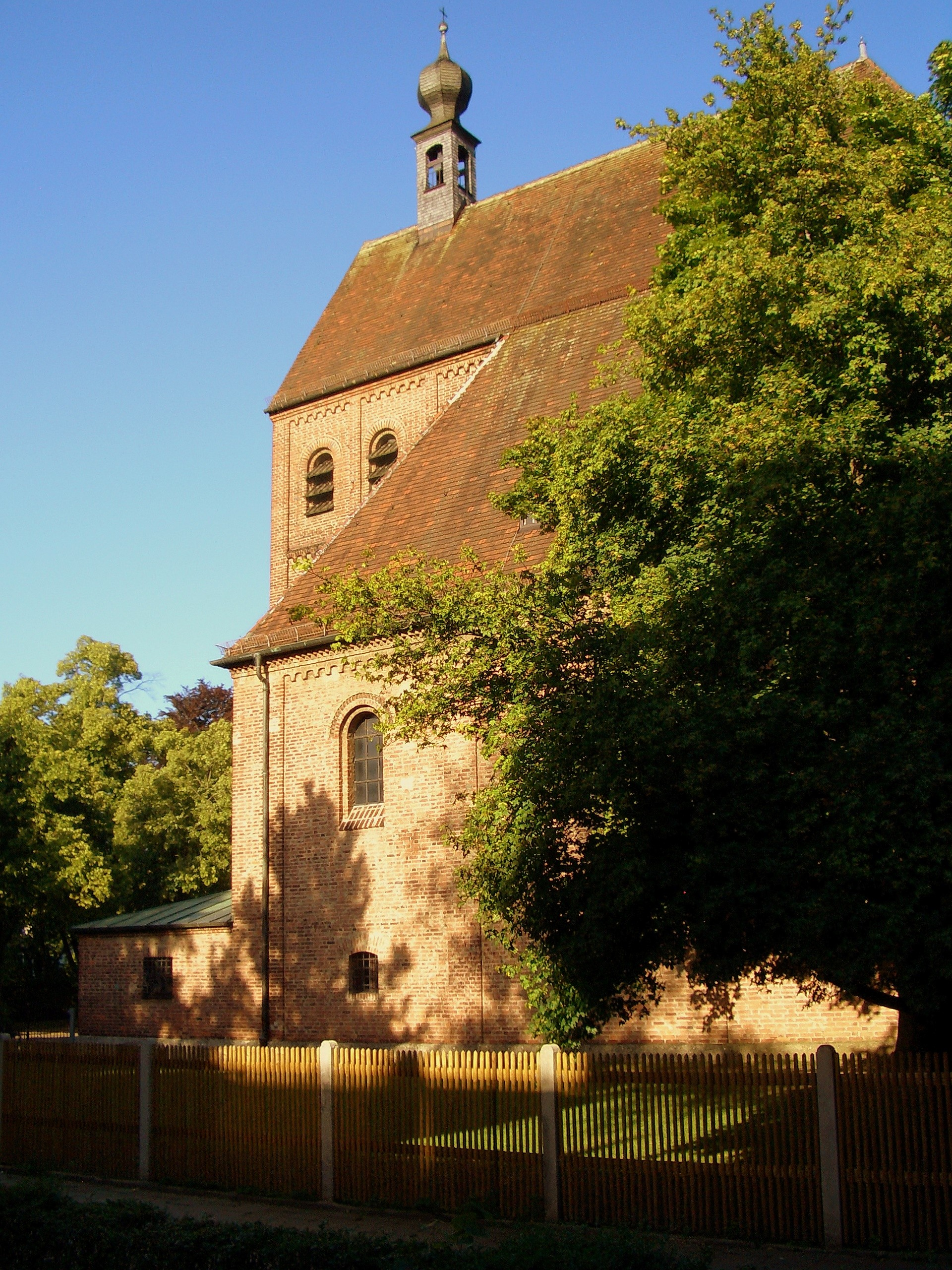
Die Kirche von Südwesten

Die Stephanuskirche ist eine evangelisch-lutherische Kirche im Münchner Stadtteil Nymphenburg an der Nibelungenstraße.

## Gebäude

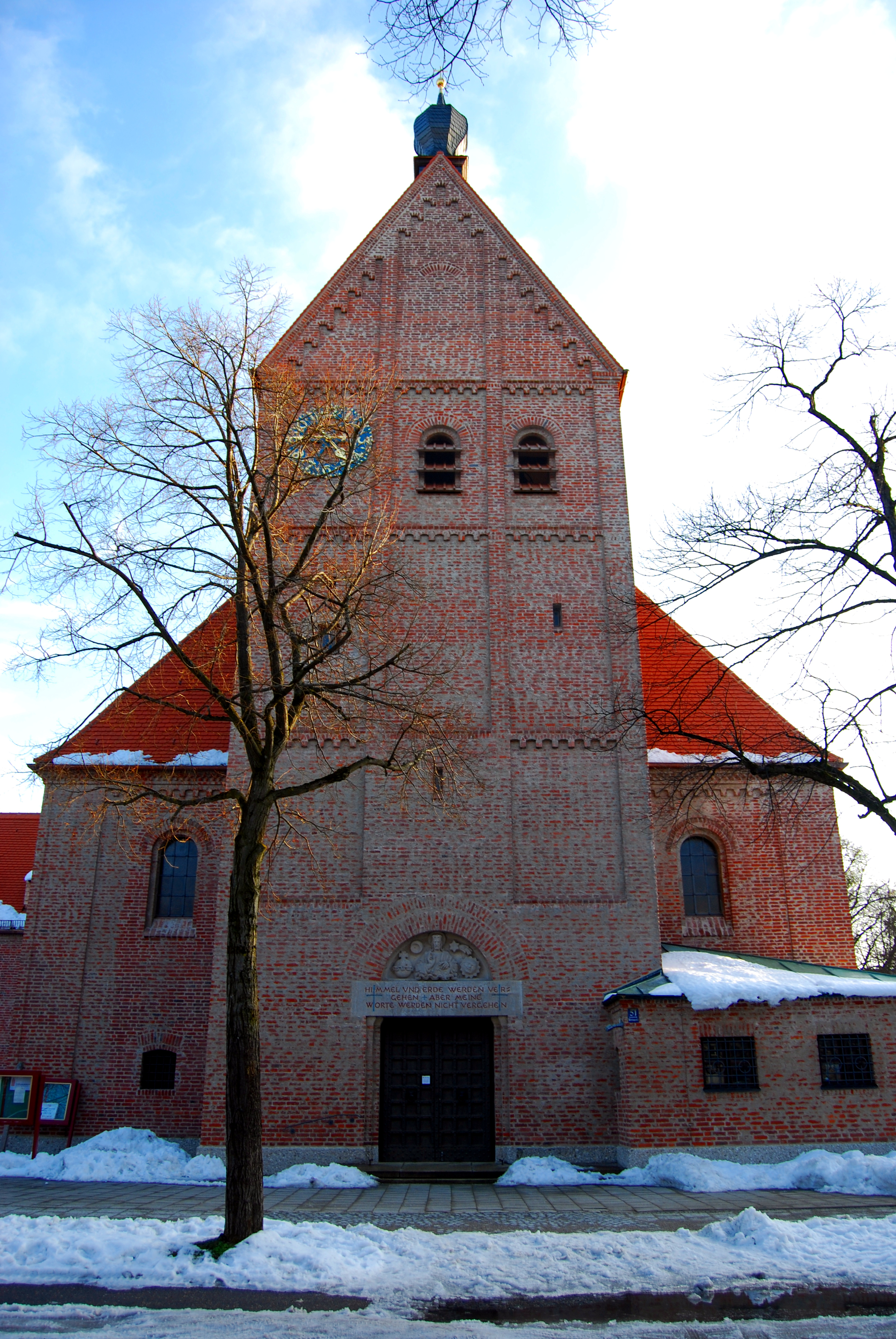
Ansicht von Norden mit Haupteingang

Die Stephanuskirche wurde in den Jahren 1936 bis 1938 nach Plänen von German Bestelmeyer mit Anklängen an den neuromanischen Rundbogenstil errichtet. Das Gebäude ist in Rohziegelbauweise ausgeführt, mit betont grober Füllung der Fugen. Der westwerkähnliche massige, neun Meter breite Turm an der Nordseite ist in das Gebäude integriert: Ein sehr hohes Walmdach erreicht mit etwa 26 Metern die Höhe des Turms, der mit einem spitzen Giebel abschließt. Das Dach ist sehr weit heruntergezogen und bildet damit eine Dominante – die Traufhöhe des Gebäudes beträgt mit etwa neun Metern fast nur ein Drittel der Gesamthöhe. Der Turm wird von einem kleinen Dachreiter bekrönt.
Die Inschrift über dem Hauptportal lautet „Himmel und Erde werden vergehen, aber meine Worte werden nicht vergehen“. Im Tympanon des Muschelkalkportals befindet sich eine Darstellung des lehrenden Christus von dem Bildhauer Hans Vogl.
Östlich schließen sich Gemeindesaal und Pfarrhaus in passendem Stil an. Gemeinsam bilden die Gebäude einen kleinen Kirchplatz.
Kirche, Gemeindesaal und Pfarrhaus stehen unter Denkmalschutz.

## Innenraum und Ausstattung

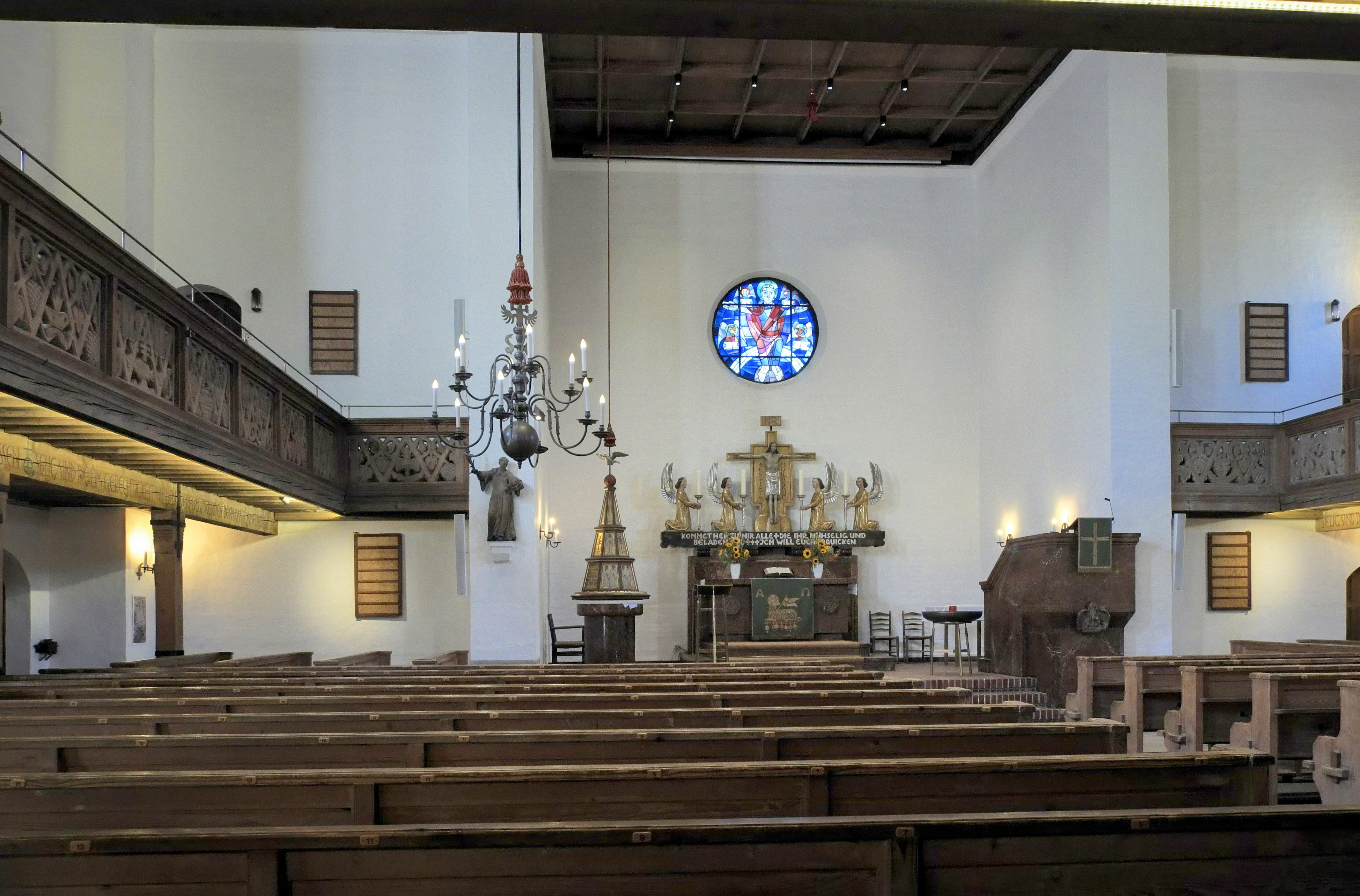
Blick zum Altar

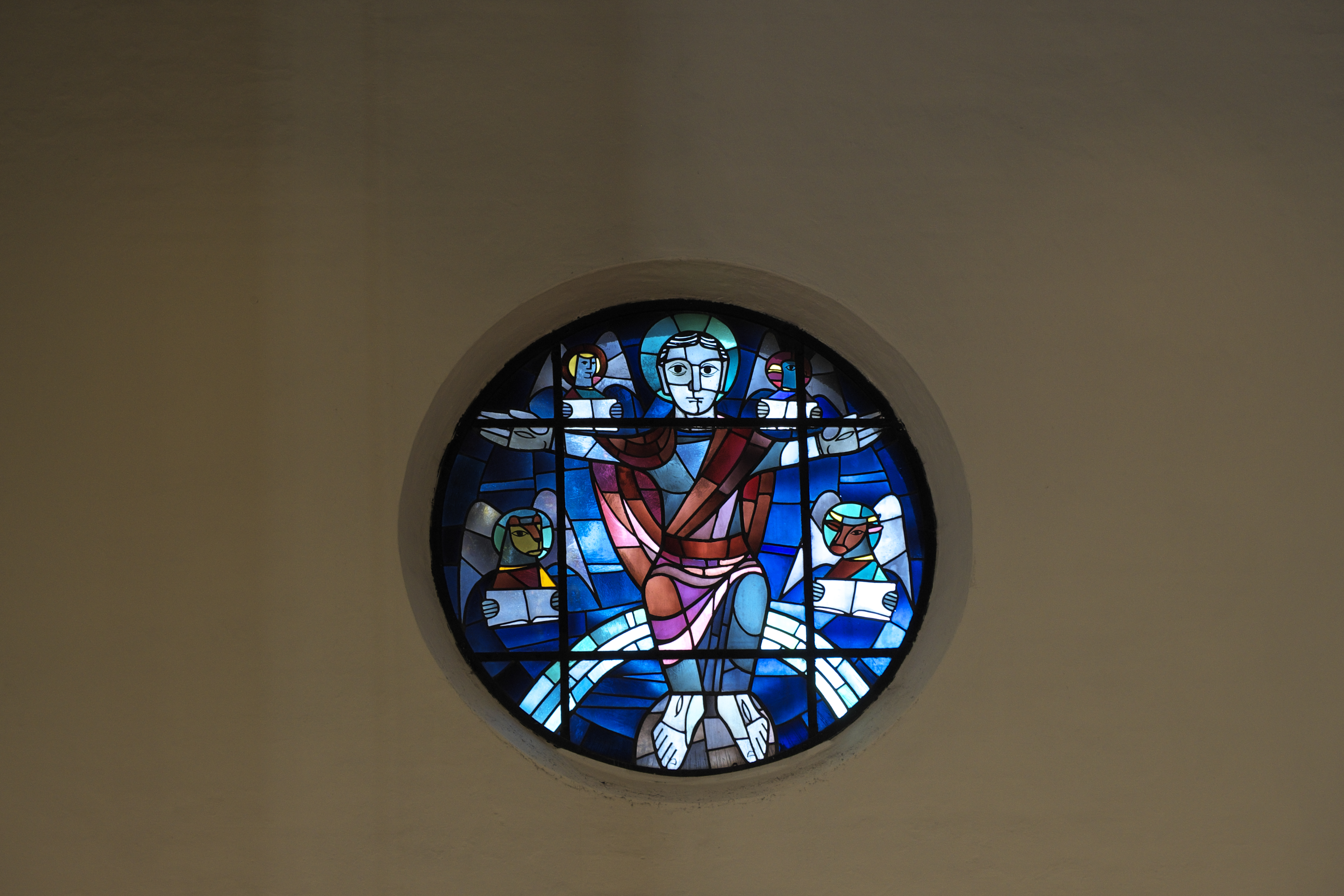
Glasfenster

Der Innenraum der Kirche ist nahezu quadratisch, er wird durch eine holzgetäfelte Flachdecke von dem hohen – ungenutzten – Dachboden getrennt. Der Altarraum – ausgestattet mit Figuren des Bildhauers Wilhelm von Rechenberg – ist mit etwa sieben Metern weniger als halb so breit wie der Hauptraum. Die Wände sind weiß verputzt und durch Wandpfeiler gegliedert. Die Empore erstreckt sich über drei Wände, die Brüstungsfelder wurden von Andreas Lang, Oberammergau, gestaltet.

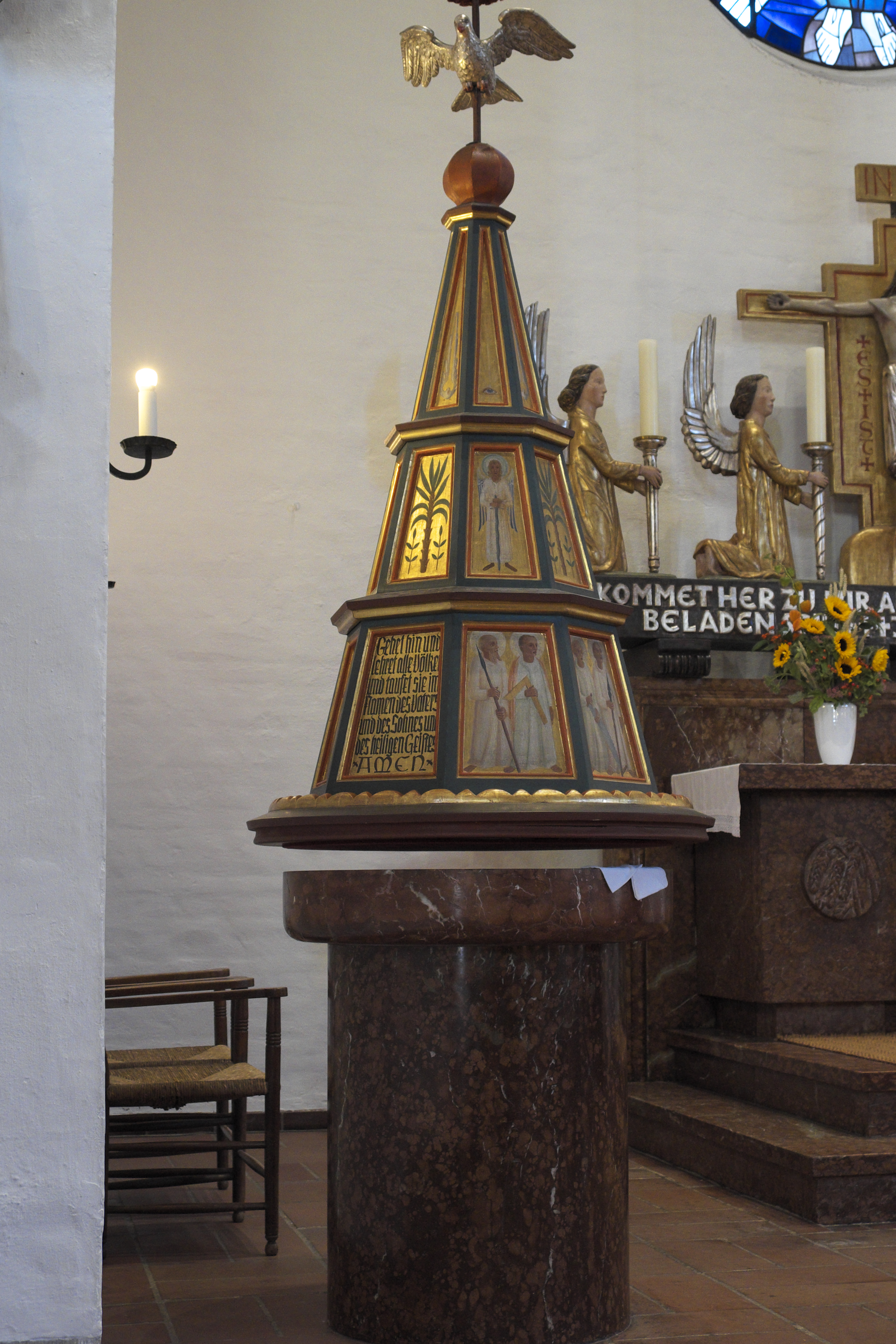
Taufstein

Taufstein, Kanzel und Altar sind aus Ruhpoldinger Marmor. Anstelle des im Krieg verloren gegangenen Okulusfensters von Hermann Kaspar stellt das Glasfenster von Karl-Heinz Frettlöh in Anlehnung an Kaspars Ausführung Christus dar, auf einem Regenbogen reitend, die Welt regierend; er ist mit den Symbolen der vier Evangelisten umgeben, mit dem Menschen für Matthäus, dem Löwen für Markus, dem Stier für Lukas und dem Adler für Johannes. Südlich des Turms befindet sich die Brautkapelle der Kirche.

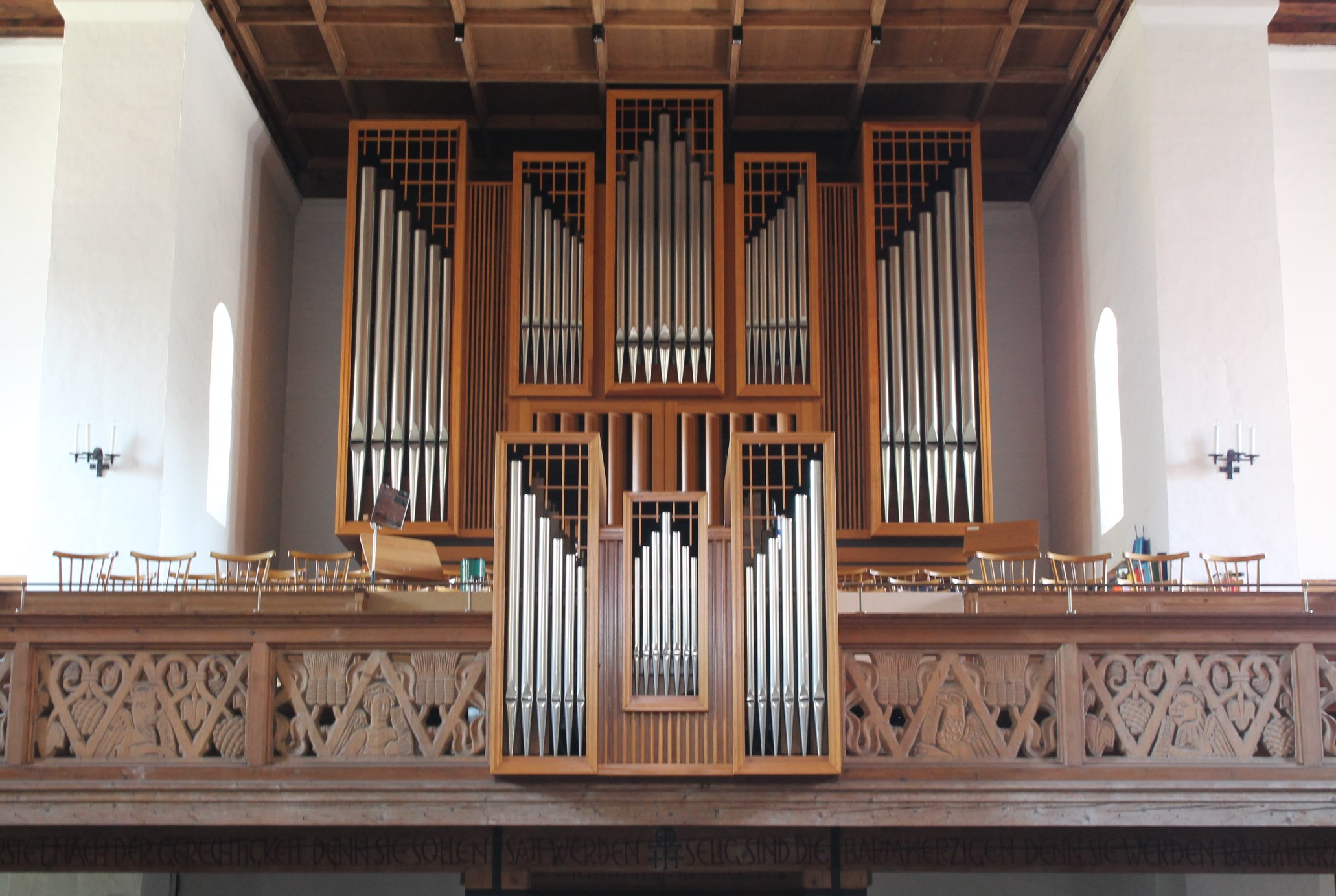
Orgel

Die Orgel wurde 1969 von Detlef Kleuker gebaut. Sie hat 36 Register auf drei Manualen und Pedal. In den Jahren 2003 und 2022 wurde sie von Christoph Kaps generalüberholt und klanglich überarbeitet.
Vor dem Gemeindehaus steht ein Brunnen, dargestellt sind die ins Gelobte Land ausgesandten Kundschafter. Der Brunnen ist ein Werk des Bildhauers Roland von Bohr.

## Geschichte
Der Architekt German Bestelmeyer stiftete der Stephanuskirche die kleine Glocke im Dachreiter. Der von ihm entworfene achteckige Brunnen am Kirchplatz – 1963 durch den heutigen ersetzt – trug Eichhörnchenfiguren und an den Seitenwänden eingravierte Hakenkreuze; er wurde im Zweiten Weltkrieg zerstört. Das an die Kirche als Flügelbau angrenzende Pfarrhaus wurde an seiner Nordseite ebenfalls schwer beschädigt, bei einem Luftangriff im Juli 1944 kam der damalige Pfarrer der Stephanuskirche zusammen mit fünf weiteren Menschen ums Leben. Bereits 1942 waren die vier größeren Glocken beschlagnahmt und eingeschmolzen worden. Das ursprüngliche Geläut mit der Disposition c' es' f' as' wurde von der Gießerei Schilling in Apolda gegossen. 1953 konnten die beschlagnahmten Glocken mit dem Schlagton es' und as' ersetzt werden und 1960 die f'-Glocke. Im April 2015 wurde die vierte und letzte fehlende c'-Glocke von der Glockengießerei Bachert Karlsruhe GmbH gegossen.
2012/2013 wurde der Dachstuhl der Kirche aufwändig saniert und das Dach neu eingedeckt. 2014 wurde der Vorplatz der Kirche neu gestaltet.

## Seelsorger
- 1. Pfarrstelle Rolf Hartmann
- Pfarrerehepaar Annette und Edson Schumacher